# Corps interfédéral de l'Inspection des finances
Pour les autres articles nationaux ou selon les autres juridictions, voir Inspection générale des finances.
En Belgique, le Corps interfédéral de l'Inspection des finances est un service public interfédéral formé de fonctionnaires chargés d'un rôle de conseil et de contrôle auprès du gouvernement fédéral, des gouvernements des entités fédérées et des commissions communautaires.
Il est principalement régi par l'arrêté royal du 28 avril 1998 portant organisation du Corps interfédéral de l'Inspection des finances et l'arrêté royal du 1er avril 2003 fixant le statut des membres du Corps interfédéral de l'Inspection des finances.

## Organisation
L'inspection des finances comprend au maximum 61 inspecteurs recrutés à la suite d'une sélection comparative ouverte aux ressortissants belges titulaires d'un diplôme de master. Le concours de recrutement à l'Inspection des finances est réputé parmi les plus difficiles à réussir de toute la fonction publique belge.
La gestion de ce corps est confiée à un collège interministériel, un chef de corps et un conseil de l'inspection. Le collège interministériel comprend les ministres chargés du Budget et des Finances au sein de l'État fédéral et de chacune des entités et communautés concernées, sous la présidence du ministre fédéral du Budget. Le conseil de l'inspection est composé de six inspecteurs, trois de chaque rôle linguistique, élus par leurs pairs. Le chef de corps, qui dirige l'inspection, est nommé pour un mandat de cinq ans.
Sur les 61 inspecteurs, 35 restent au service de l'État fédéral, tandis que 26 sont mis à disposition des autres entités.

## Attributions
Les inspecteurs des finances ont une mission qui s'apparente à un audit. Ils jouissent en effet d'un pouvoir assez large dans le contrôle des recettes et dépenses publiques, et sont en particulier incités à rechercher et à suggérer les moyens d'améliorer la situation financière des administrations concernées.
Chacun pour ce qui les concerne, l'État fédéral et les entités fédérées organisent un contrôle administratif et budgétaire. Dans ce cadre, les inspecteurs des finances y sont affectés par accréditation individuelle.
Sauf exceptions, la consultation préalable de l'inspecteur des finances est obligatoire pour tous les textes soumis ensuite au conseil des ministres fédéral ou au gouvernement collégial d'une entité, en particulier les avant-projets de loi, de décret ou d'ordonnance. Doivent aussi être soumises à l'inspection des finances « les propositions dont la réalisation est de nature à assurer une répercussion financière directe ou indirecte », ou relatives à l'organisation des services administratifs, ainsi que tous ceux accordant la garantie financière de l'État donc un nombre potentiellement élevé de textes.
Si l'avis négatif de l'inspection des finances n'a pas de caractère absolu, il ne peut y être passé outre qu'après concertation entre le ministre porteur du texte et le ministre du budget, ou après délibération spéciale du conseil des ministres.
En Belgique, il n'est pas rare que les inspecteurs des finances soient confondus avec les inspecteurs du Service public fédéral Finances. Leurs tâches sont pourtant sans lien avec celles des administrations fiscales.